# Medal „Partyzantowi Wojny Ojczyźnianej”
Medal „Partyzantowi Wojny Ojczyźnianej” (ros. Медаль «Партизану Отечественной войны», trans. Miedal «Partizanu Otieczestwiennoj wojny») – radzieckie odznaczenie wojskowe.

## Historia
Medal „Partyzantowi Wojny Ojczyźnianej” został ustanowiony dekretem Prezydium Rady Najwyższej ZSRR w dniu 2 lutego 1943 roku w celu nagrodzenia uczestników radzieckiego ruchu partyzanckiego podczas II wojny światowej. W tym dniu ustanowiono regulamin medalu oraz opis odznaki, 19 czerwca 1943 roku dokonano poprawek w opisie odznaki, a 26 lutego 1947 roku – poprawek regulaminu.
Medal posiadał dwie klasy i był nadawany przez Prezydium Rady Najwyższej ZSRR. Był pierwszym radzieckim medalem podzielonym na klasy.

## Zasady nadawania
Zgodnie z regulaminem, medalem nagradza się: „partyzantów wielkiej wojny ojczyźnianej, dowódców oddziałów partyzanckich i organizatorów ruchu partyzanckiego, którzy wykazali się odwagą, wytrwałością i męstwem w partyzanckiej walce za Ojczyznę na tyłach przeciw niemiecko-faszystowskiemu najeźdźcy”.
Medalem nagradzano partyzantów, dowódców i organizatorów ruchu partyzanckiego:
- pierwszej klasy: za szczególne zasługi w dziele organizacji ruchu partyzanckiego, odwagę, bohaterstwo i wybitne sukcesy w partyzanckiej walce
- drugiej klasy: za bojowe zasługi w wykonywaniu rozkazów dowódców i zadań bojowych, za aktywną pomoc w partyzanckiej walce.

Pierwsze medale nadano partyzantom z Białorusi z rozkazu gen. Piotra Kalinina 19 marca 1943 roku. Nadano wówczas 99 medali (63 medale I klasy i 36 II klasy), wśród odznaczonych I stopniem byli m.in. organizatorzy ruchu partyzanckiego na Białorusi W. I. Kozłow, W. Z. Korż, R. N. Maczulskij, I. D. Warwaszenja, F. F. Kapusta, A. I. Stepanowa. Wg innych danych pierwsze medale w liczbie 70 otrzymali partyzanci z obwodu kalinińskiego 18 listopada 1943.
Medalem I klasy nagrodzono 56 883 osoby, II klasy – 70 992 osoby (stan na 1995). Jedynie sporadycznie medal nadawano dwukrotnie.

### Opis odznaki
Odznakę medalu stanowi wykonany ze srebra próby 925 – dla I klasy i z mosiądzu – dla II klasy krążek o średnicy 32 mm, na którym na awersie zostały umieszczone popiersia na pierwszym planie Józefa Stalina, na drugim Włodzimierza Lenina, z lewego profilu. Popiersia okala zwieńczona u dołu wstęga szerokości 4 mm, na której znajduje się w dolnej części gwiazda z sierpem i młotem oraz napisem CC * CP (ZS * RR), a w górnej części napis po obwodzie: * ПАРТИЗАНУ ОТЕЧЕСТВЕННОЙ ВОЙИЫ * (pol.: PARTYZANTOWI WOJNY OJCZYŹNIANEJ). Na rewersie znajduje się napis: ЗА НАШУ / СОВЕТСКУЮ / РОДИНУ (pol. „ZA NASZĄ RADZIECKĄ OJCZYZNĘ”), a nad napisem – symbol ZSRR sierp i młot. Wszystkie napisy i rysunki są wypukłe. Medal I klasy zawiera 20,792 g srebra. Autor projektu: malarz N. Moskalew.
Medal zawieszany jest na pięciokątnej blaszce obciągniętej wstążką koloru jasnozielonego szerokości 24 mm z wąskim paskiem pośrodku szerokości 2 mm, dla I klasy – koloru czerwonego, dla II klasy – koloru granatowego.
Medal noszony był na lewej piersi, w kolejności po Medalu „Za pracowniczą wybitność”.